# Lyssa Hora (Perwomajsk)
Lyssa Hora (ukrainisch Лиса Гора; russisch Лысая Гора Lyssaja Gora) ist ein Dorf im Norden der ukrainischen Oblast Mykolajiw mit etwa 4500 Einwohnern (2001).

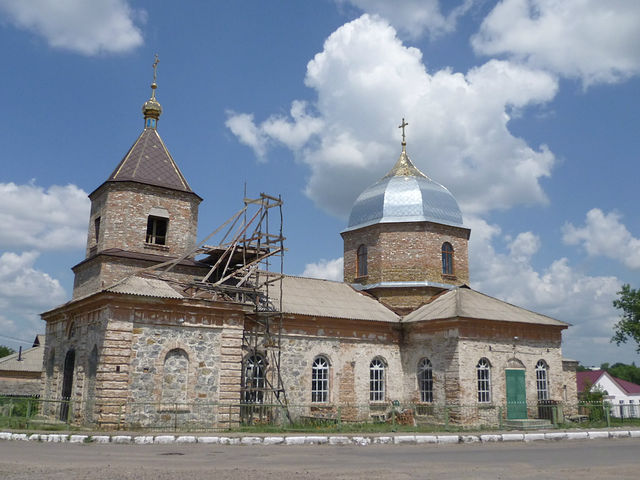
Kirche im Ort

Das 1751 gegründete Dorf liegt am Ufer des Tschornyj Taschlyk und an der Territorialstraße T–15–04 25 km nordöstlich vom Rajonzentrum Perwomajsk und etwa 170 km nordwestlich vom Oblastzentrum Mykolajiw. Zwischen 1944 und 1959 war der Ort das Zentrum des gleichnamigen Rajons Lyssa Hora (Лисогірський район/Lyssohirskyj rajon)
Am 12. Juni 2020 wurde das Dorf zum Zentrum der neugegründeten Landgemeinde Myhija, bis dahin bildete es zusammen mit dem Dorf Nowopawliwka (Новопавлівка) die gleichnamige Landratsgemeinde Lyssa Hora (Лисогірська сільська рада/Lyssohirska silska rada) im Nordosten des Rajons Perwomajsk.